# Vavřinec, Blansko
Vavřinec là một làng thuộc huyện Blansko, vùng Jihomoravský, Cộng hòa Séc.